# Théâtre de Těšín

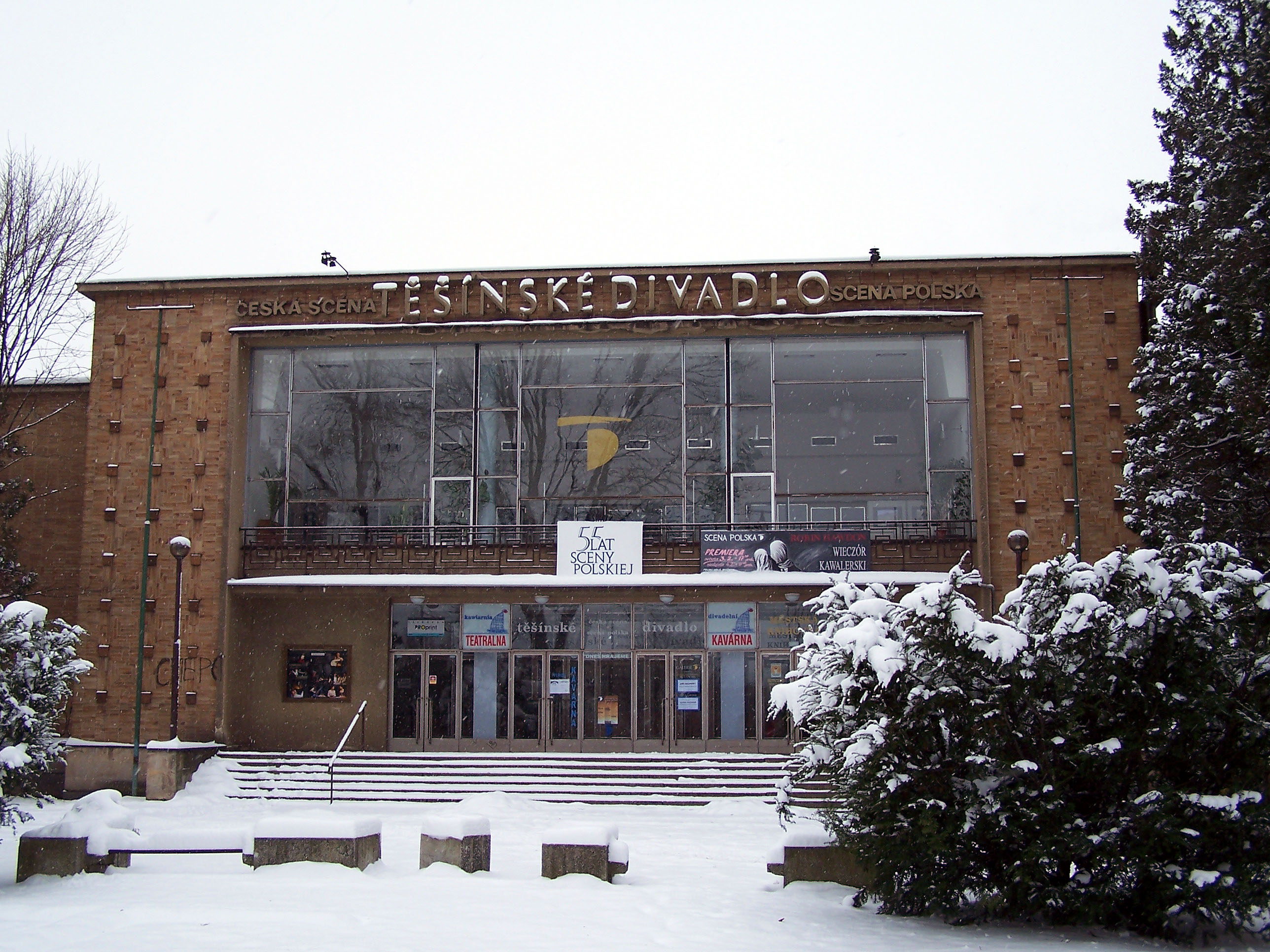
Le Théâtre de Těšín en hiver.

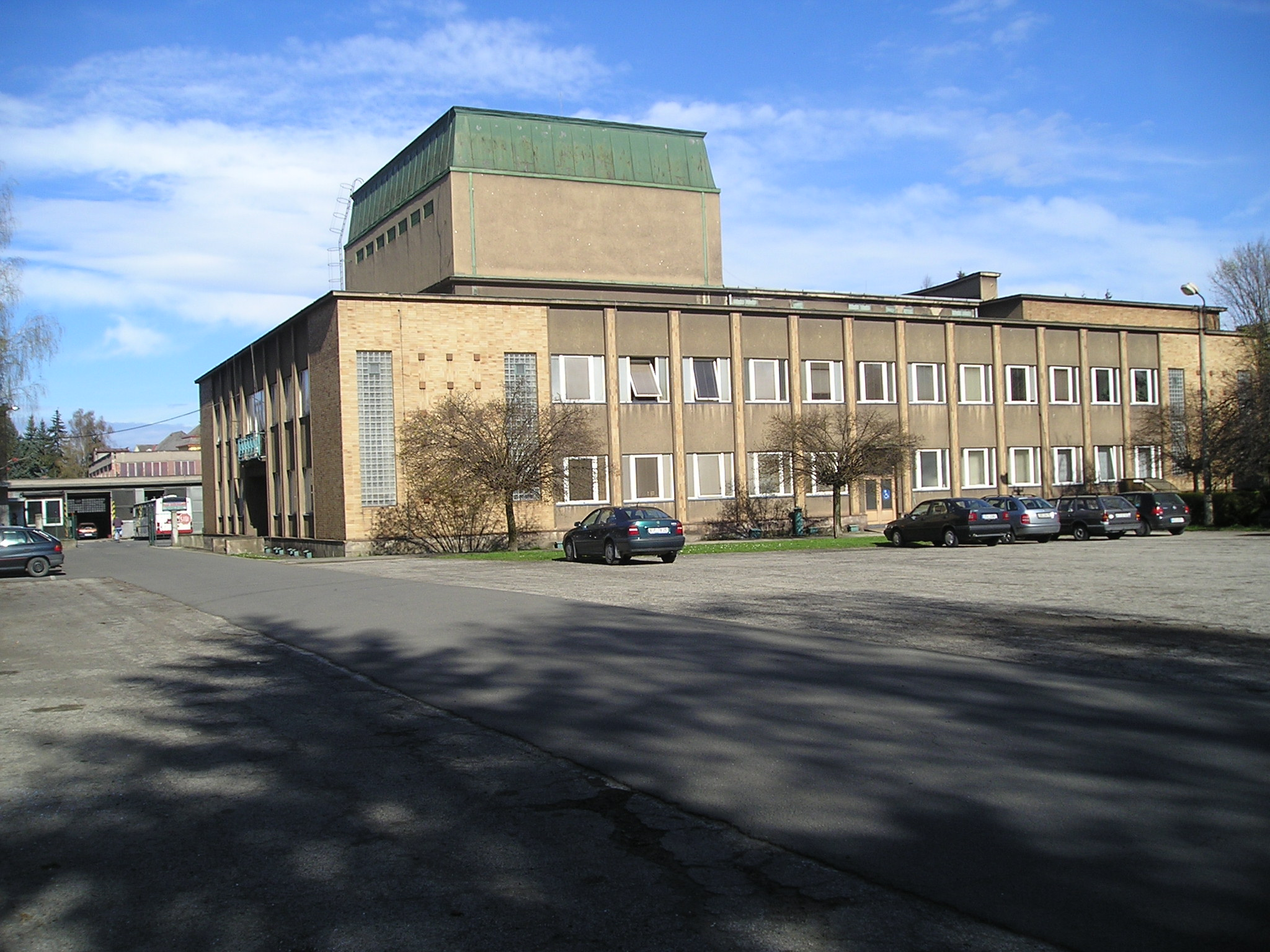
Le Théâtre de Těšín quand il y a plus de soleil.

Le Théâtre de Těšín (tchèque : Těšínské divadlo, polonais : Teatr Cieszyński) est un théâtre situé à Český Těšín en République tchèque.

## Un théâtre bilingue
Il a la particularité de comprendre deux troupes, l'une jouant en tchèque et l'autre en polonais. La troupe polonaise s'adresse à la minorité polonaise en République tchèque. Avec le Théâtre polonais de Vilnius et le Polski Teatr Ludowy we Lwowie (pl) de Lviv, c'est l'un des rares théâtres hors de la Pologne à avoir une troupe professionnelle polonaise.
Le Théâtre de Těšín fut fondé en 1945 et se vit donner son nom actuel en 1991. Jusqu'en 1961, il changea plusieurs fois de places avant de trouver son emplacement actuel.

## Source de la traduction
- (en) Cet article est partiellement ou en totalité issu de l’article de Wikipédia en anglais intitulé « Těšín Theatre » (voir la liste des auteurs).